# دائرة عقاز
دائرة عقاز هي إحدى دوائر ولاية معسكر الجزائرية و تضم بلديات عقاز و العلايمية و رأس عين عميروش.